# Hunnewell (Misuri)
Hunnewell es una ciudad ubicada en el condado de Shelby en el estado estadounidense de Misuri. En el Censo de 2010 tenía una población de 184 habitantes y una densidad poblacional de 115,33 personas por km².

## Geografía
Hunnewell se encuentra ubicada en las coordenadas 39°40′5″N 91°51′32″O / 39.66806, -91.85889. Según la Oficina del Censo de los Estados Unidos, Hunnewell tiene una superficie total de 1.6 km², de la cual 1.6 km² corresponden a tierra firme y (0%) 0 km² es agua.

## Demografía
Según el censo de 2010, había 184 personas residiendo en Hunnewell. La densidad de población era de 115,33 hab./km². De los 184 habitantes, Hunnewell estaba compuesto por el 98.91% blancos, el 0% eran afroamericanos, el 0.54% eran amerindios, el 0% eran asiáticos, el 0% eran isleños del Pacífico, el 0% eran de otras razas y el 0.54% pertenecían a dos o más razas. Del total de la población el 2.17% eran hispanos o latinos de cualquier raza.